# Tour du Piémont 2018
Le Tour du Piémont 2018 (officiellement Gran Piemonte 2018) est la 102e édition de cette course cycliste masculine sur route. Il a lieu le 11 octobre 2018, sur une distance de 191 kilomètres entre Racconigi et Moncalieri, dans le Piémont, en Italie. Il fait partie du calendrier UCI Europe Tour 2018 en catégorie 1.HC. C'est également la dernière manche de la Coupe d'Italie.

## Présentation
Le Tour du Piémont connaît en 2018 sa 102e édition. Il est organisé par RCS Sport, filiale du groupe RCS MediaGroup qui organise également le Tour d'Italie, Milan-San Remo, le Tour de Lombardie, Tirreno-Adriatico et Milan-Turin. Elle fait partie du calendrier de l'UCI Europe Tour en catégorie 1.HC. C'est également la dix-neuvième et dernière manche de la Coupe d'Italie.

### Parcours
Le départ est donné à Racconigi, au sud de Turin, et l'arrivée est jugée à Stupinigi, au sud-ouest de la ville métropolitaine de Turin, après 191 km de course, essentiellement plats. Après le départ, la course se dirige vers le nord. Passant à l'est de Turin, elle effleure les flancs de la colline de Superga, entre Chieri et Chivasso. À Agliè, le parcours revient vers le sud. Turin est contourné par l'ouest, via Venaria Reale, Rivoli, pour arriver à Stupinigi.

### Équipes
Classé en catégorie 1.HC de l'UCI Europe Tour, le Tour du Piémont est par conséquent ouverte aux WorldTeams dans la limite de 70 % des équipes participantes, aux équipes continentales professionnelles, aux équipes continentales italiennes, aux équipes continentales étrangères dans la limite de deux et à une équipe nationale italienne.
Dix-huit équipes sont au départ de la course : douze équipes UCI WorldTeam et six équipes continentales professionnelles.
| WorldTeams (12)- Astana - Bahrain-Merida - BMC Racing Team - Bora-Hansgrohe - Lotto Soudal - Movistar Team - Quick-Step Floors - Dimension Data - EF Education First-Drapac p/b Cannondale - Katusha-Alpecin - Sky - UAE Team Emirates Équipes continentales professionnelles (6)- Androni Giocattoli-Sidermec - Bardiani CSF - Gazprom-RusVelo - Israel Cycling Academy - Nippo-Vini Fantini-Europa Ovini - Wilier Triestina-Selle Italia |
| |

## Classement final
| \| Classement général \| Classement général \| Classement général \| Classement général \| Classement général \| \| Coureur \| Coureur \| Pays \| Équipe \| Temps \| \| ------------------ \| ------------------- \| ------------------ \| ----------------------------- \| ------------------ \| \| 1er \| Sonny Colbrelli \| Italie \| Bahrain-Merida \| 4 h 20 min 50 s \| \| 2e \| Florian Sénéchal \| France \| Quick-Step Floors \| + 0 s \| \| 3e \| Davide Ballerini \| Italie \| Androni Giocattoli-Sidermec \| + 0 s \| \| 4e \| Jhonatan Restrepo \| Colombie \| Katusha-Alpecin \| + 0 s \| \| 5e \| Riccardo Minali \| Italie \| Astana \| + 0 s \| \| 6e \| Manuel Belletti \| Italie \| Androni Giocattoli-Sidermec \| + 0 s \| \| 7e \| Christoph Pfingsten \| Allemagne \| Bora-Hansgrohe \| + 0 s \| \| 8e \| Andrea Guardini \| Italie \| Bardiani CSF \| + 0 s \| \| 9e \| Barnabás Peák \| Hongrie \| Quick-Step Floors \| + 2 s \| \| 10e \| Simone Velasco \| Italie \| Wilier Triestina-Selle Italia \| + 2 s \| |                     |           |                               |                 |
| |                     |           |                               |                 |
| Source : ProCyclingStats |                     |           |                               |                 |
| Classement général |                     |           |                               |                 |
| Coureur | Coureur             | Pays      | Équipe                        | Temps           |
| 1er | Sonny Colbrelli     | Italie    | Bahrain-Merida                | 4 h 20 min 50 s |
| 2e | Florian Sénéchal    | France    | Quick-Step Floors             | + 0 s           |
| 3e | Davide Ballerini    | Italie    | Androni Giocattoli-Sidermec   | + 0 s           |
| 4e | Jhonatan Restrepo   | Colombie  | Katusha-Alpecin               | + 0 s           |
| 5e | Riccardo Minali     | Italie    | Astana                        | + 0 s           |
| 6e | Manuel Belletti     | Italie    | Androni Giocattoli-Sidermec   | + 0 s           |
| 7e | Christoph Pfingsten | Allemagne | Bora-Hansgrohe                | + 0 s           |
| 8e | Andrea Guardini     | Italie    | Bardiani CSF                  | + 0 s           |
| 9e | Barnabás Peák       | Hongrie   | Quick-Step Floors             | + 2 s           |
| 10e | Simone Velasco      | Italie    | Wilier Triestina-Selle Italia | + 2 s           |

## Classements UCI
La course attribue aux coureurs le même nombre de points pour l'UCI Europe Tour 2018 et le Classement mondial UCI.
| Position           | 1er | 2e  | 3e  | 4e  | 5e | 6e | 7e | 8e | 9e | 10e | 11e | 12e | 13e | 14e | 15e | 16e à 30e | 31e à 40e |
| Classement général | 200 | 150 | 125 | 100 | 85 | 70 | 60 | 50 | 40 | 35  | 30  | 25  | 20  | 15  | 10  | 5         | 3         |

| 1.º  | Pays inconnu |  | 200 |
| 2.º  | Pays inconnu |  | 150 |
| 3.º  | Pays inconnu |  | 125 |
| 4.º  | Pays inconnu |  | 100 |
| 5.º  | Pays inconnu |  | 85  |
| 6.º  | Pays inconnu |  | 70  |
| 7.º  | Pays inconnu |  | 60  |
| 8.º  | Pays inconnu |  | 50  |
| 9.º  | Pays inconnu |  | 40  |
| 10.º | Pays inconnu |  | 35  |